# Linia kolejowa nr 323
Linia kolejowa nr 323 Nowa Wieś Grodziska – Bolesławiec Wschód – rozebrana linia kolejowa w województwie dolnośląskim.

## Historia
Linię kolejową z Bolesławca do Nowej Wsi Grodziskiej poprowadzono na początku XX wieku. Wykonawcą budowy była firma Lenz & Co. 10 kwietnia 1906 roku nastąpiło uruchomienie linii. Posiadała wówczas 4 stacje i 6 przystanków. Wybudowano też bocznicę do kopalni Konrad i Lubichów.
W czasie II wojny światowej linia nie odniosła znaczących uszkodzeń. W 1945 roku linię przejęły Polskie Koleje Państwowe. W 1958 kursowało 7 par pociągów, natomiast 1976 (ostatni rok kursowania) tylko 2 pary. Przewozy towarowe były nadal prowadzone,  jednak pod koniec lat 80., kiedy to zamknięto kopalnie w Iwinach i cementownię "Podrodzie" w Raciborowicach Górnych, ich liczba uległa znaczącemu zmniejszeniu. W listopadzie 2000 roku całkowicie zawieszono przewozy. 
W 2008 roku linię rozebrano. 29 kwietnia 2019 r. podpisano protokół przejęcia linii przez samorząd województwa dolnośląskiego.

## Infrastruktura

### Punkty eksploatacyjne
| Nazwa               | km osi | wysokość | Rodzaj              | L. krawędzi peronowych |
| ------------------- | ------ | -------- | ------------------- | ---------------------- |
| Nowa Wieś Grodziska | 0,00   | 279      | stacja kolejowa     | 4                      |
| Czaple Kamieniołom  | 1,15   | 278      | przystanek osobowy  | 1                      |
| Różnowiec           | 2,02   | 273      | przystanek osobowy  | 1                      |
| Grodziec Zamczysko  | 4,07   | 256      | przystanek osobowy  | 1                      |
| Raciborowice Górne  | 8,90   | 243      | stacja kolejowa     | 2                      |
| Raciborowice Dolne  | 10,29  | 245      | przystanek kolejowy | 1                      |
| Iwiny               | 13,19  | 208      | stacja kolejowa     | 2                      |
| Warta Bolesławiecka | 16,46  | 208      | przystanek osobowy  | 1                      |
| Warta Złotnicka     | 17,55  | 210      | stacja kolejowa     | 1                      |
| Kruszynek           | 20,61  | 212      | stacja kolejowa     | 1                      |
| Godnów              | 21,75  | 217      | przystanek osobowy  | 1                      |
| Bolesławiec Piastów | 23,40  | 198      | przystanek kolejowy | 1                      |
| Bolesławiec Wschód  | 24,73  | 198      | stacja kolejowa     | 2                      |
| [ 5 ]               |        |          |                     |                        |